# Milton Jones (komiek)
Milton Jones (Londen, 16 mei 1964) is een Brits komiek met een droge en absurde humor, die veel gebruikmaakt van oneliners. In 1996 won hij op het Edinburgh Fringe-festival de prijs als beste nieuwkomer. Voor de BBC Radio 4 maakte hij de programma's The Very World of Milton Jones, The House of Milton Jones en Another Case of Milton Jones. Hij is geregeld te gast in de komische panelshow Mock the Week.

## Privé
Jones groeide op in Kew, Surrey. Hij behaalde zijn diploma aan de Middlesex Polytechnic. 
Hij is getrouwd en heeft drie kinderen.

## Dvd's van optredens
- Live Universe Tour - Part 1 - Earth (2009)
- Lion Whisperer (21 november 2011)
- On The Road (25 november 2013)